# Графство Бурдекин
Графство Бурдекин (англ. Shire of Burdekin) — территория местного самоуправления, расположенная в Северном Квинсленде, Австралия, в регионе сухих тропиков. Район расположен между Таунсвиллом и Боуэном в дельте реки Бурдекин.
Он занимает площадь 5044 квадратных километра (1947,5 кв. миль) и существует как орган местного самоуправления с 1888 года.

## История
Юру (также известный как Juru, Euronbba, Juru, Mal Mal, Malmal) — это язык австралийских аборигенов, на котором говорят в стране Юру. Языковой регион юру включает в себя ландшафт в пределах границ местного самоуправления графства Бурдекин, включая город Хоум-Хилл.

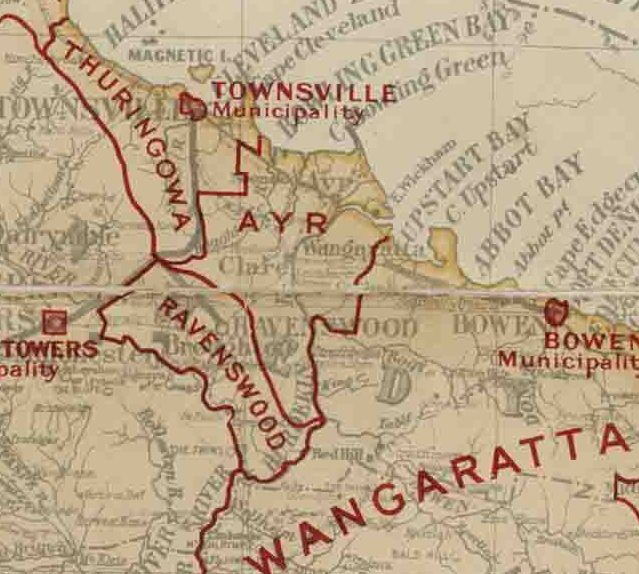
Карта округа Эр и прилегающих к нему территорий местного самоуправления, март 1902 г.

16 января 1888 года в соответствии с Законом о дивизионных советах 1887 года на базе 3-го подразделения Тюрингии было создано подразделение Эр.
С принятием Закона о местных органах власти 1902 года, округ Эр стал графством Эр 31 марта 1903 года.
12 июня 1982 года графство Эр было переименовано в графство Бурдекин, и жители Хоум-Хилла давно желали этого изменения.
Члены совета были избраны, чтобы представлять различные подразделения в пределах графства до выборов в марте 1994 года, на которых все члены совета избираются всеми жителями графства. Титул мэра заменил прежнее звание председателя округа, а титул клерка округа был заменен главным исполнительным директором на тех же выборах.
Новые покои графства были открыты 9 октября 1999 г. Стоимость составила 2,8 миллиона долларов.
С 2000 года выборы в советы проводились каждые четыре года для избрания мэра и десяти членов совета. С 2008 года это число сократилось до мэра и шести советников.

## Удобства
Штаб-квартира публичной библиотеки Библиотечной службы Совета Бурдекинского Шира находится по адресу: 108 Graham Street, Ayr. У Графства Бурдекин также есть публичная библиотека в Home Hill на Девятой авеню 77-79. Обе библиотеки открылись в 1984 году.

## Население
| Год     | численность населения |
| ------- | --------------------- |
| 1933 г. | 12 073                |
| 1947 г. | 12 462                |
| 1954 г. | 15 208                |
| 1961 г. | 16 758                |
| 1966 г. | 18 693                |
| 1971 г. | 17 443                |
| 1976 г. | 18 421                |
| 1981 г. | 18 477                |
| 1986 г. | 18 337                |
| 1991 г. | 18 148                |
| 1996 г. | 18 870                |
| 2001 г. | 18 234                |
| 2006 г. | 17 297                |
| 2016 г. | 17047                 |

## Председатели и мэры
| Даты                   | Председатель / Мэры            | Примечания                          |
| ---------------------- | ------------------------------ | ----------------------------------- |
| 1896 г.                | Джеймс Генри Рэй               | [ 7 ]                               |
| 1888 г.                | Чарльз Янг                     | [ 8 ]                               |
| 1896 г.                | JH Rae                         | [ 9 ]                               |
| 1927 г.                | Герберт Барсби                 |                                     |
| 1952-1970 гг.          | EW Ford                        |                                     |
| 1970-1976              | RW Росситер                    | [ 3 ]                               |
| 1976-1982 гг.          | FJ Mills                       | [ 3 ]                               |
| 1982-1991              | JW Trace                       | [ 3 ]                               |
| 1991-1994              | EN Honeycombe                  | [ 3 ]                               |
| 1994-2004              | Джон Ф. Вудс                   | Первый, кто использовал титул «Мэр» |
| 2004-2012 гг.          | Линетт Анджела (Лин) Маклафлин | [ 3 ] [ 11 ]                        |
| 2012-2016 гг.          | Уильям Чарльз (Билл) Лоуис     | [ 3 ]                               |
| 2016 — настоящее время | Линетт Анджела (Лин) Маклафлин | [ 12 ] [ 13 ]                       |